# 拉古南動物園

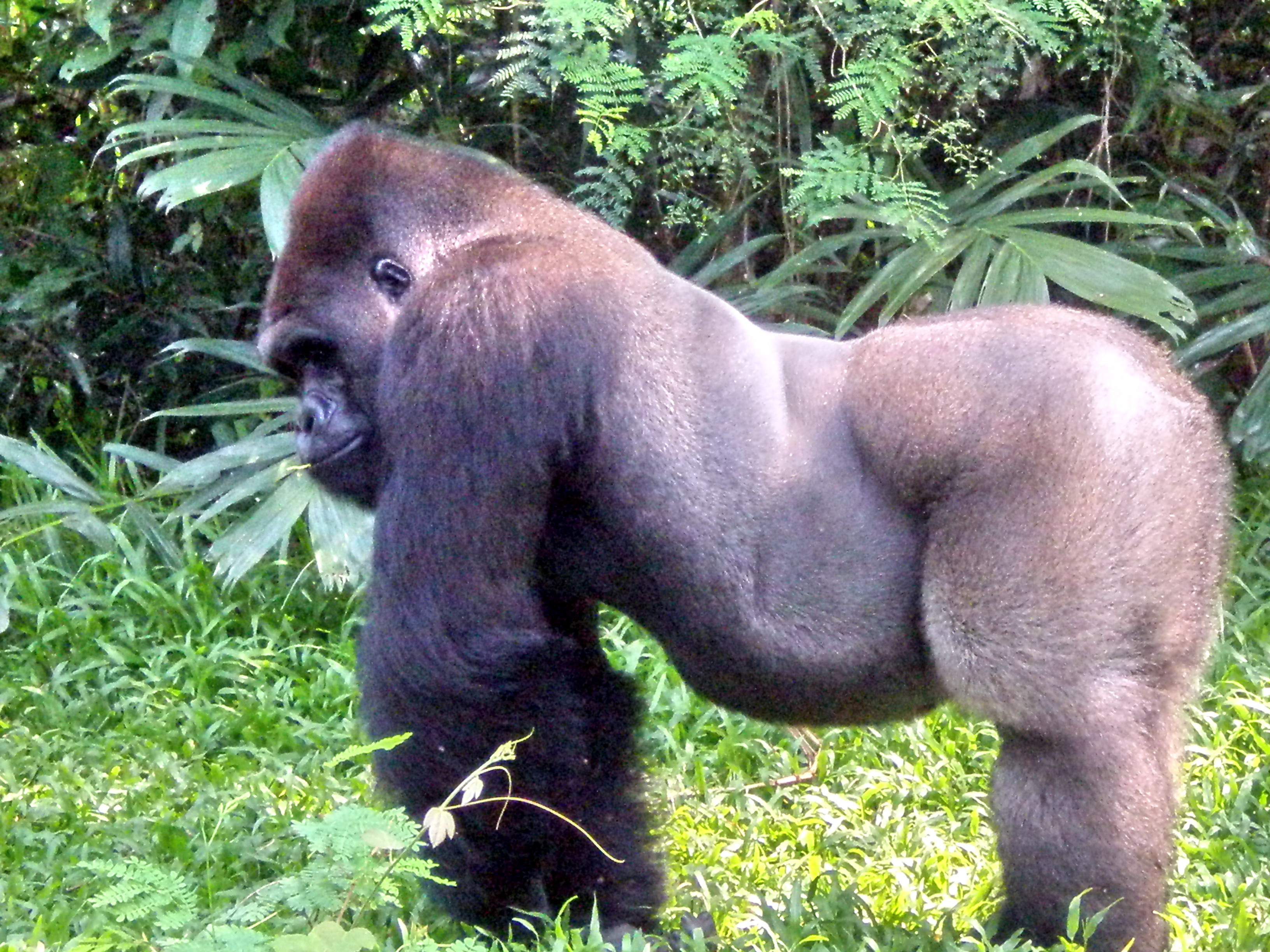
大猩猩

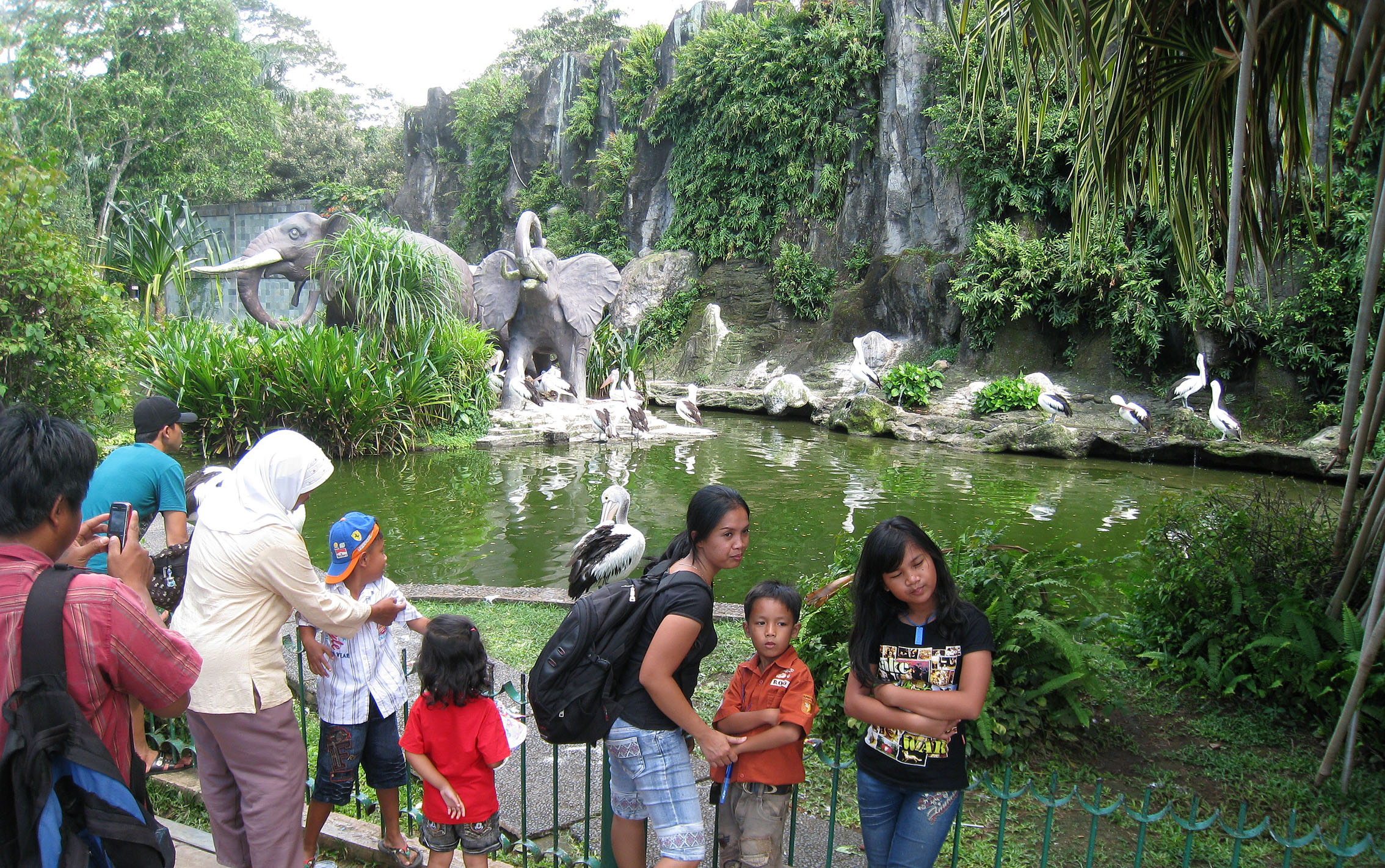
周末好去处

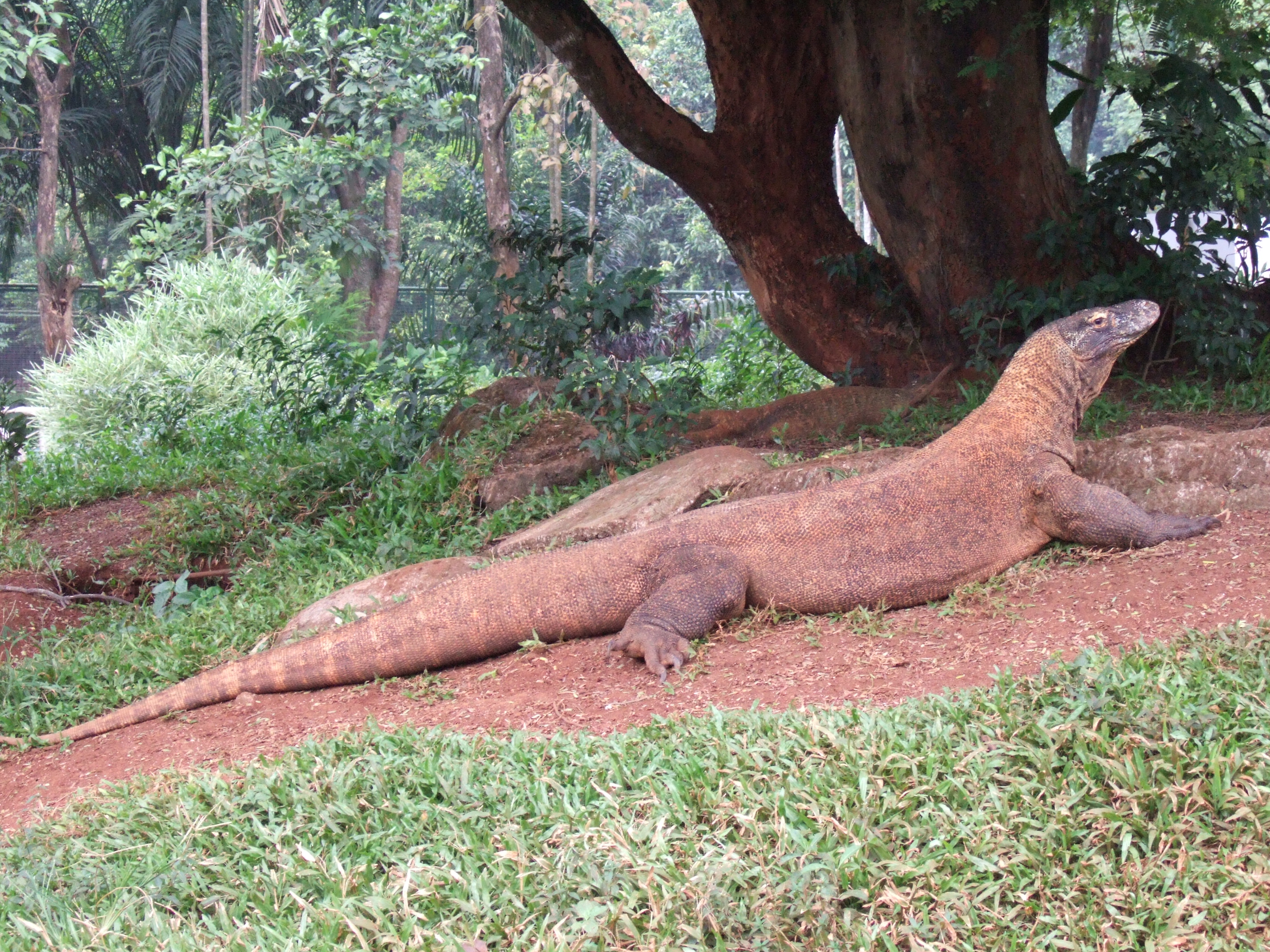
科摩多巨蜥

拉古南動物園位於印尼雅加達南區的Pasar Minggu，總面積140公頃，員額有450人。現有270種動物及171種植物相；另外，包含鳥類在內，共有3,122種標本。園中有許多熱帶環境特有的原生種，例如科摩多巨蜥、紅毛猩猩、倭水牛、馬來貘、蘇門答臘虎、爪哇野牛等，以及多種色彩鮮艷的鳥類；其中也包含來自於印尼或世界各地的瀕危及受威脅物種。

## 历史
此動物園最早於1864年，由荷蘭東印度公司的巴達維亞 Vereneging Plantenen Dierentuin組織所成立，19世紀著名的印尼畫家拉登·薩利赫，則捐出其名下位於中雅加達的10公頃土地作為園區，使拉古南動物園成為雅加達的第一座動物園；而後於1966年搬遷至目前的園址。
拉古南動物園地處交通便利的雅加達南區，可以透過雅加達外環道路或是Transjakarta公車網絡抵達。